# Olena Starikova
Olena Starikova –em ucraniano, Олена Старікова– (22 de abril de 1996) é uma desportista ucraniana que compete no ciclismo na modalidade de pista.
Ganhou uma medalha de prata no Campeonato Mundial de Ciclismo em Pista de 2019 e quatro medalhas no Campeonato Europeu de Ciclismo em Pista, nos anos 2018 e 2019. Nos Jogos Europeus de 2019 obteve uma medalha de prata na prova de 500 m contrarrelógio.

## Medalheiro internacional
| Campeonato Mundial | Campeonato Mundial         | Campeonato Mundial | Campeonato Mundial     |
| Ano                | Lugar                      | Medalha            | Competição             |
| ------------------ | -------------------------- | ------------------ | ---------------------- |
| 2019               | Pruszków ( Polónia)        | Medalha de prata   | 500 m contrarrelógio   |
| Jogos Europeus     |                            |                    |                        |
| Ano                | Lugar                      | Medalha            | Competição             |
| 2019               | Minsk ( Bielorrússia)      | Medalha de prata   | 500 m contrarrelógio   |
| Campeonato Europeu |                            |                    |                        |
| Ano                | Lugar                      | Medalha            | Competição             |
| 2018               | Glasgow ( Reino Unido)     | Medalha de prata   | Velocidade por equipas |
| 2018               | Glasgow ( Reino Unido)     | Medalha de prata   | 500 m contrarrelógio   |
| 2019               | Apeldoorn ( Países Baixos) | Medalha de prata   | Velocidade individual  |
| 2019               | Apeldoorn ( Países Baixos) | Medalha de bronze  | 500 m contrarrelógio   |